# Krauss-Maffei Wegmann

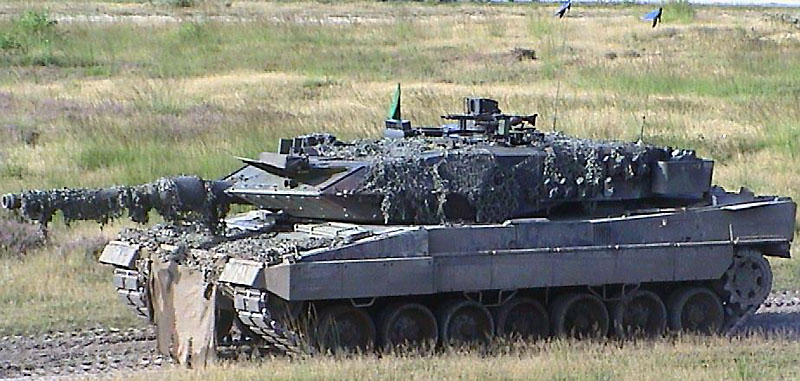
Tank Leopard 2A5

Krauss-Maffei Wegmann GmbH & Co KG (známý též jako KMW) je německý zbrojní výrobce se sídlem v Mnichově. KMW vyrábí a vyvíjí především kolová a pásová obrněná vozidla, a to včetně dělostřeleckých systémů a tanků.
Od roku 2015 působí KMW spolu s francouzským Nexter Systems v rámci společného podniku KNDS.

## Historie
Společnost KMW vznikla v roce 1999 vyděleném zbrojní divize mnichovského strojírenského výrobce Krauss-Maffei AG (v té době dceřiná společnost Mannesmann AG) a ovládnutím jejího 51% podílu společností Wegmann & Co. z Kasselu. Zbylých 49 % ve vydělené divizi nadále vlastnila Krauss-Maffei AG, jejíž mateřskou společnost Mannesmann AG nicméně brzy převzal Vodafone. Ten však hned v roce 2000 odprodal celou strojírenskou divizi Mannesmannu a s ní i podíl v KMW Siemensu. V roce 2010 nicméně společnost Wegmann Unternehmens-Holding KG odkoupila podíl Siemensu, čímž se tato holdingová společnost stala stoprocentním vlastníkem KMW.
Konečnými vlastníky je pak asi 26 osob z rodin Bode, von Braunbehrens, von Maydell a Sethe, což jsou vše potomci zakladatelů a původních majitelů Wegmann & Co.

### Sloučení s Nexter Systems
Dne 29. července 2015 došlo v Paříži k založení společného podniku se státní francouzskou zbrojovkou Nexter Systems. Obě společnosti si od tohoto kroku slibovaly posílení své pozice na evropském trhu a v případě KMW i příznivější podmínky pro export nepodléhající plně německé vládě. Obě společnosti jsou od té doby stoprocentně vlastněny holdingovou společností Honostor NV, kterou z 50 % vlastní francouzská vláda a z 50 % Wegmann Unternehmens-Holding KG. Holdingová společnost je registrována v Nizozemsku a podléhá tak tamnímu právu, řízena je však nadále z Francie a Německa.
Od roku 2016 nese společný podnik název KNDS, což je akronym KMW + Nexter Defense Systems.

## Produkce
Mezi nejvýznamnější produkty KMW patří tato technika:
- hlavní bojový tank Leopard 1 (ještě jako Krauss-Maffei AG)
- hlavní bojový tank Leopard 2
- samohybná houfnice PzH 2000
- samohybný protiletadlový kanon Flakpanzer Gepard

- obrněné vozidlo ATF Dingo
- průzkumné vozidlo Fennek
- víceúčelový vůz Mungo ESK
- obrněný transportér GTK Boxer
- salvový raketomet MARS
- bojové vozidlo pěchoty Puma (spolu s Rheinmetallem)

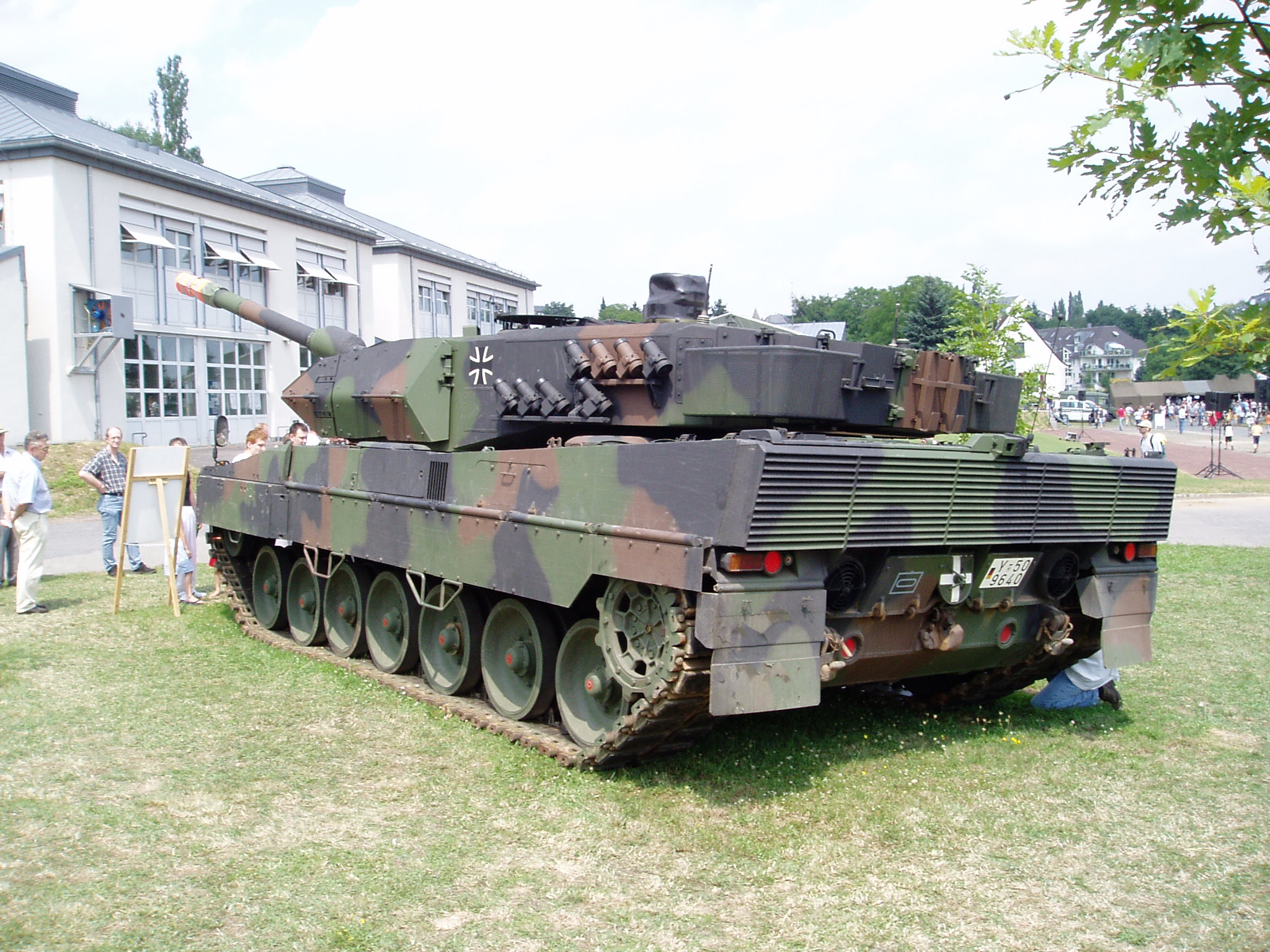
Leopard 2A6
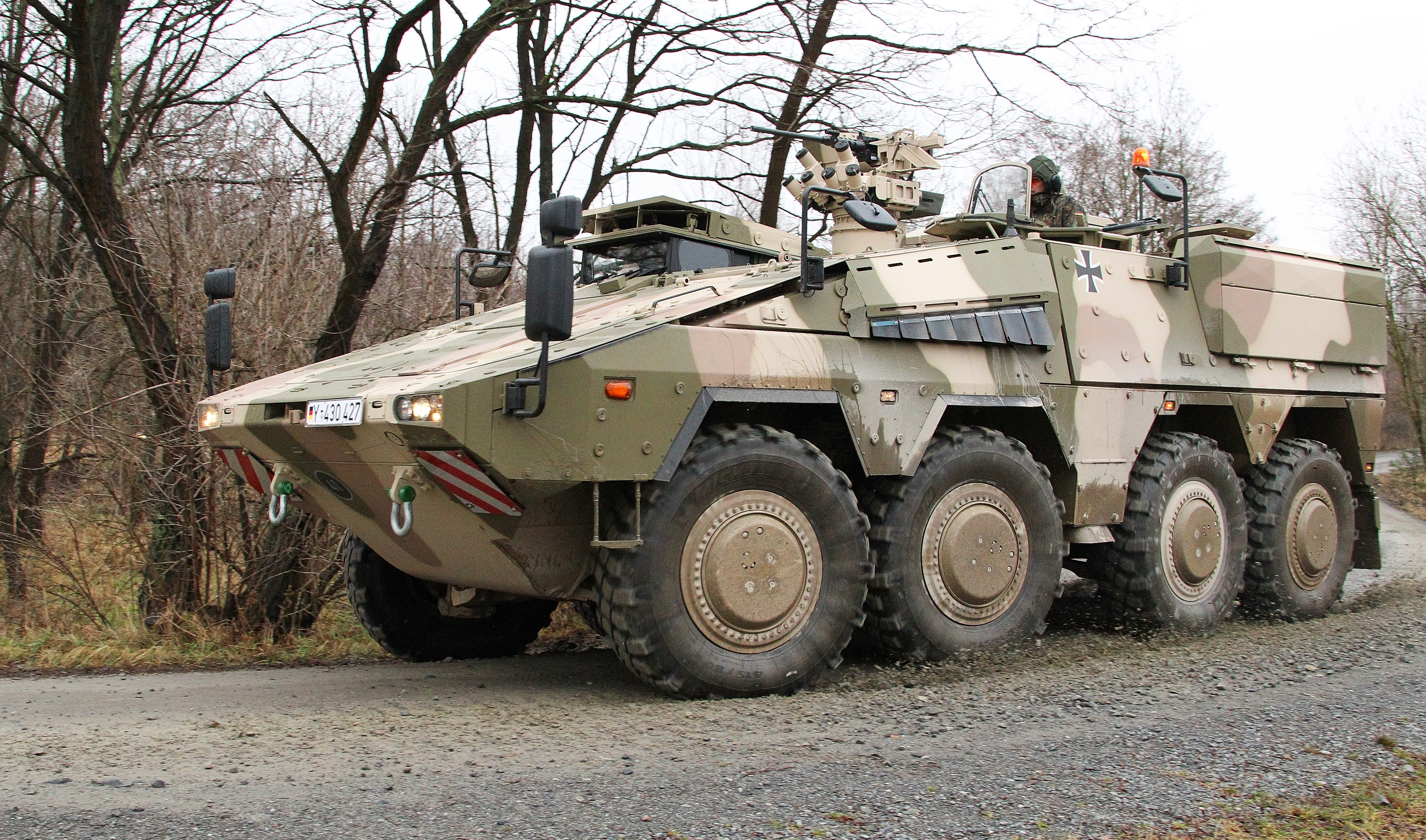
GTK Boxer
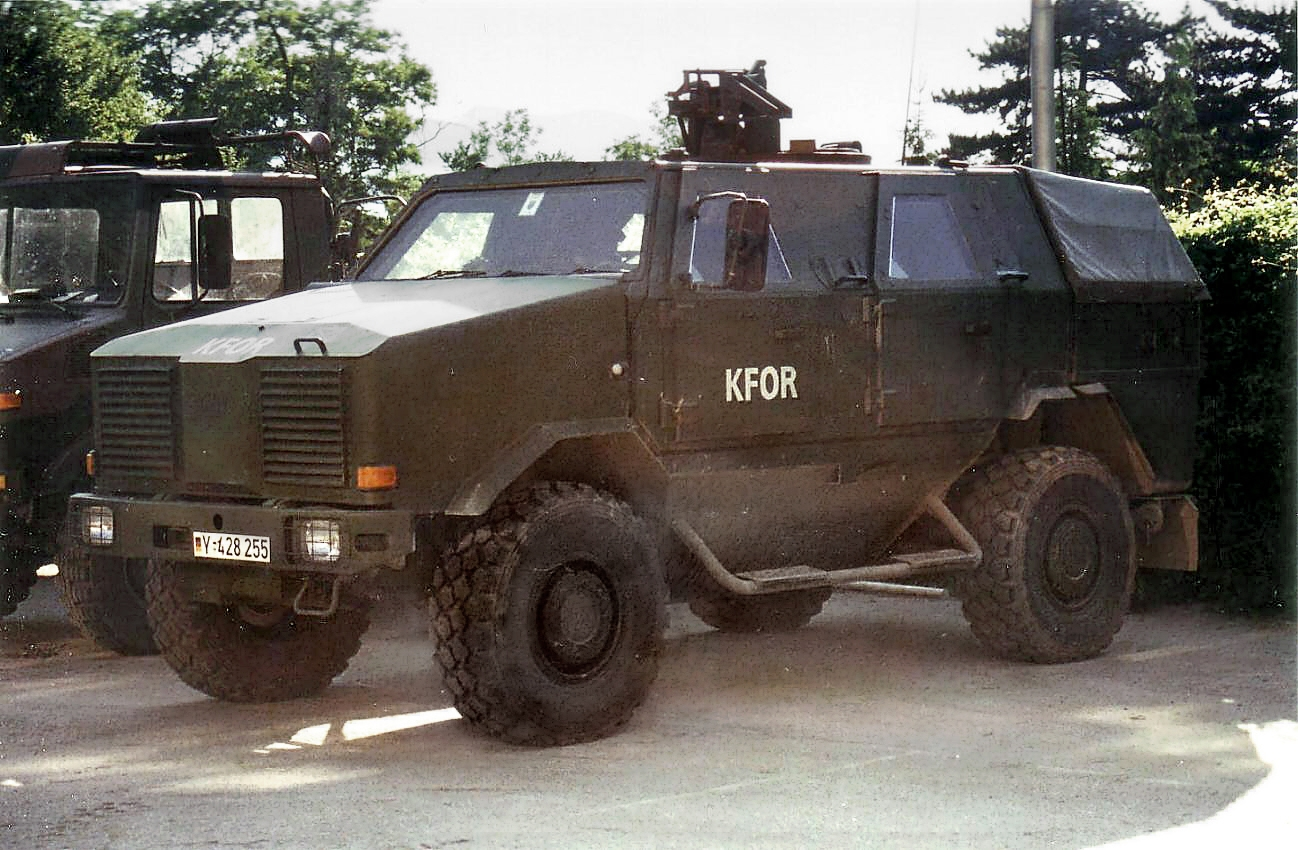
Dingo 1 (verze ATF 2)
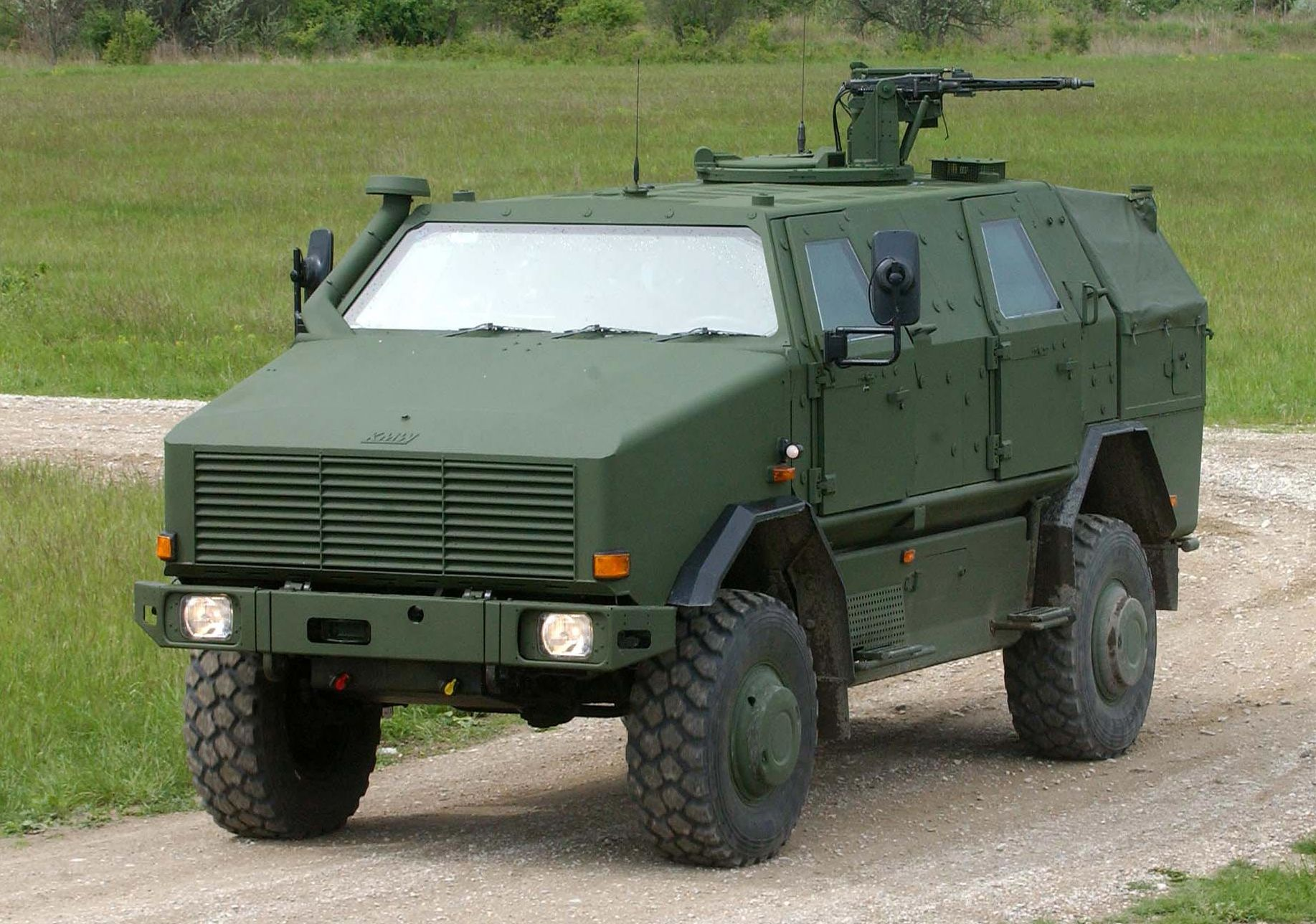
ATF Dingo 2
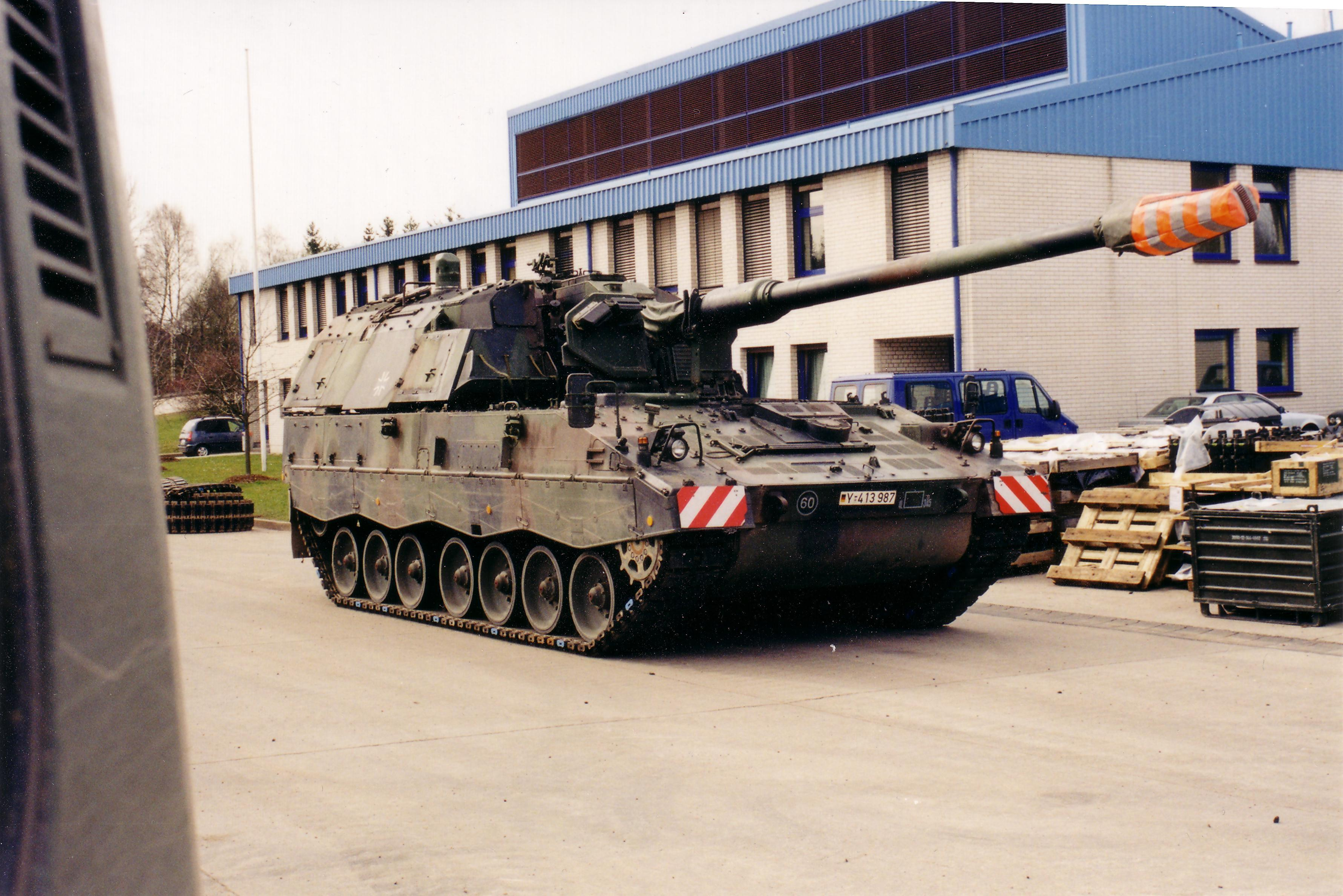
PzH 2000 Bundeswehru
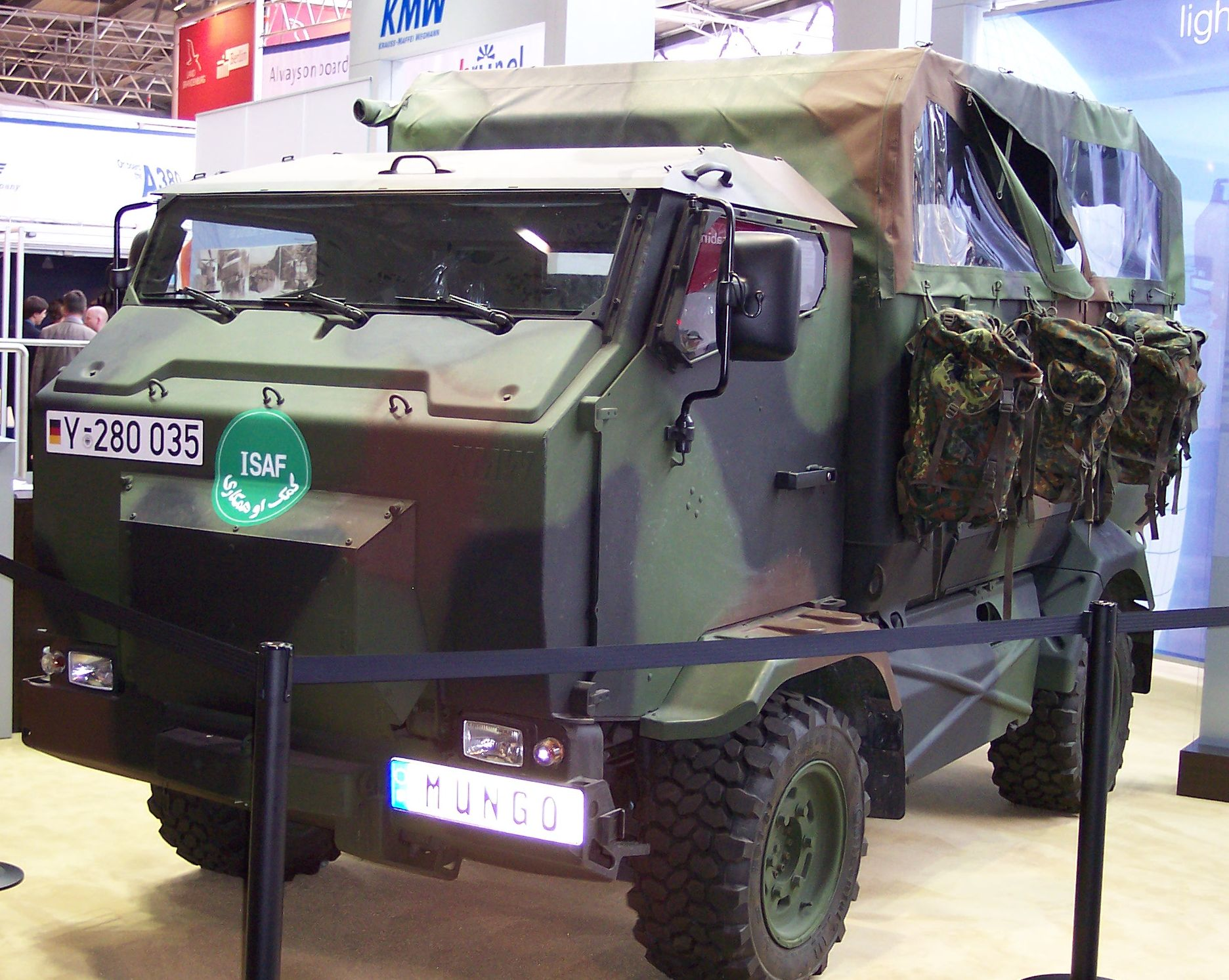
Mungo ESK
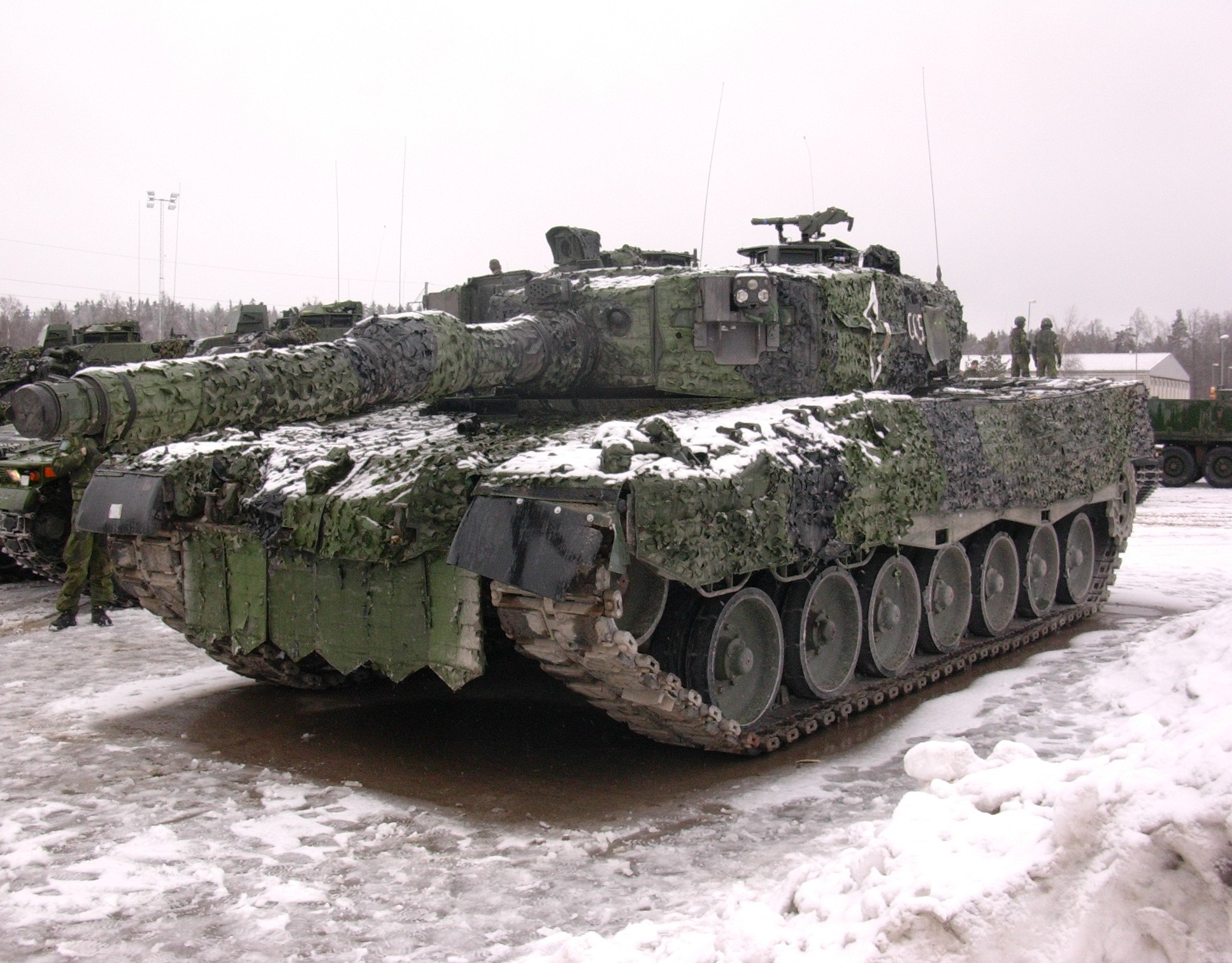
Leopard 2A4 verze Strv 121 švédské armády